# Karel Hiršl

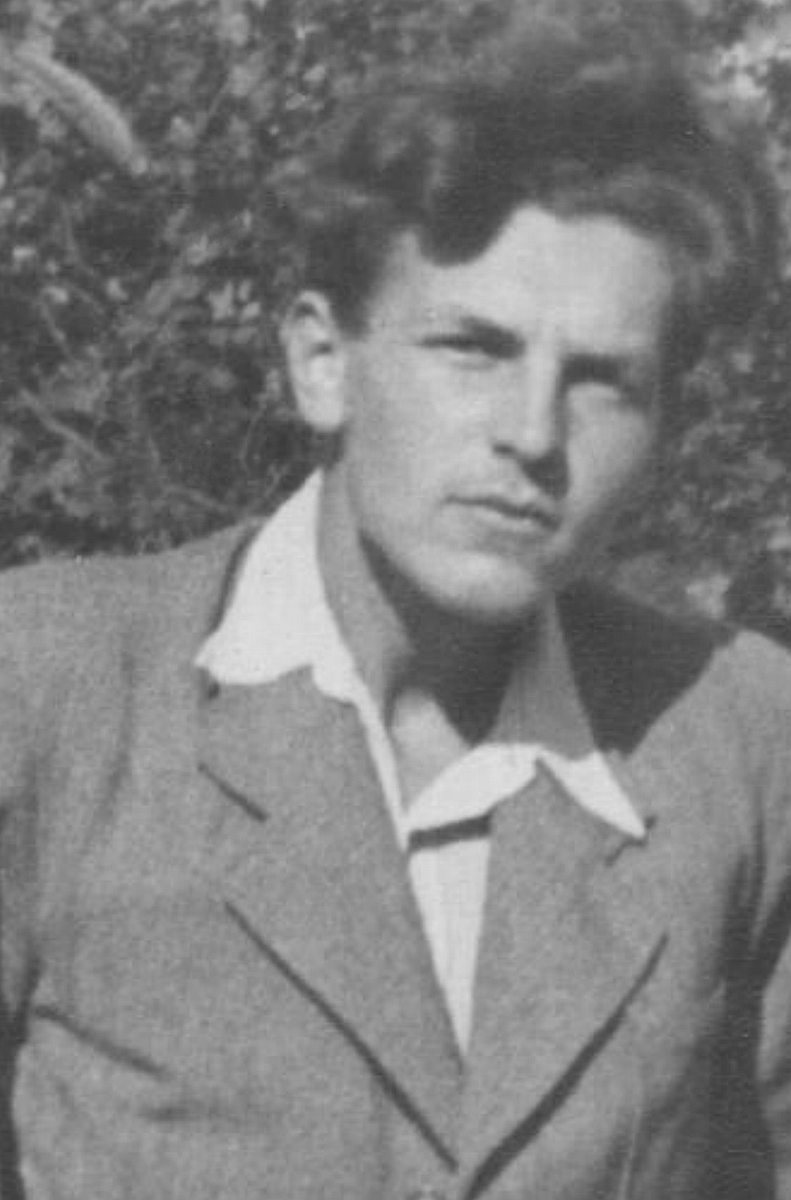
Karel Hiršl

Karel Hiršl (* 27. Dezember 1922; † 2. Mai 1945 in Kleine Festung Theresienstadt) war ein tschechoslowakischer Student und Widerstandskämpfer. Er gehörte zu den Gründern und dem Führungskern der Widerstandsorganisation Předvoj, die im Rahmen des Widerstandes gegen deutsche Besetzung des Landes operierte. Wegen dieser Tätigkeit wurde er verhaftet und 1945, nur wenige Tage vor dem Kriegsende, in Theresienstadt hingerichtet.

## Leben
Hiršl besuchte ein Prager Gymnasium, das er 1941 mit Abitur beendete. Weil die deutsche Besatzungsmacht im Protektorat Böhmen und Mähren alle Hochschulen geschlossen hatte, besuchte er ein Kurs in der Handelsakademie in Prag und arbeitete danach in einem Filmstudio. Ab 1943 entstand unter Hiršls Mitwirkung und danach seiner Führung die Widerstandsgruppe Předvoj. Außer von Aktivisten ähnlicher Gruppen, die sich aus Studenten oder jungen Arbeitern in Prag rekrutierten, waren es insbesondere linksmarxistisch orientierte Studenten verschiedener Prager Hochschulen, die sich aus der Pfarrgemeinde der Evangelischen Kirche der Böhmischen Brüder in Prag-Smíchov kannten. Außer Karel Hiršl waren es seine Freunde Václav Dobiáš und Jiří Staněk, die dann zum Führungskern der Gruppe gezählt wurden. Im Sommer 1943 nahm Karel Hiršl einen Kontakt mit Rudolf Vetiška, Mitglied des illegalen Zentralkomitees der Kommunistischen Partei der Tschechoslowakei. Im Herbst 1943  initiierte er die Gründung illegaler Zellen der Gruppe auch außerhalb von Prag. Hiršl beteiligte sich maßgebend an der Herausgabe der Zeitschrift Předvoj und an der Ausarbeitung der programmatischen Erklärung der Gruppe.
Nachdem im Frühjahr 1944 Václav Dobiáš verhaftet worden war, hat die Prager Gestapo im Oktober 1944 in einer Aktion die ganze Führung von Předvoj, darunter auch Hiršl, verhaftet. Alle sieben Personen wurden im Prager Gefängnis Pankrác verhört und anschließend in die Kleine Festung Theresienstadt gebracht. Karel Hiršl wurde dort am 2. Mai 1945 mit 49 anderen Widerstandskämpfern aus der Gruppe Předvoj und der illegalen KPtsch und drei Frauen ausgerufen und umgehend auf dem Hinrichtungsplatz erschossen. Es war die letzte Hinrichtung in der Kleinen Festung überhaupt.

## Ehrungen
Karel Hiršl wurde später mit einigen Ehrungen bedacht:
- 1972 wurde nach Karel Hiršl eine neue Straße in Prag 6 benannt – die Hiršlova ulice.[1]
- 1968 wurde in Prag der Dokumentarfilm Pět dopisů Karla Hiršla gedreht. Der Film basiert auf dem Inhalt von fünf Briefen, die Hiršl während des Krieges seinen Freunden schickte, die zur NS-Zwangsarbeit nach Deutschland abkommandiert wurden. Das Drehbuch schrieb Alena Wagnerová.[6]
- Auf einer Schule in  Drtinova ulice 498/3 in Prag 5 befindet sich eine Gedenktafel für die Opfer des Krieges, auf der sich auch der Name Karel Hiršl befindet (Autor: Josef Kareš, 16. Mai 2011).[7]
- In Prag 5 auf dem Platz Kříženeckého náměstí befindet sich ein Denkmal für die Opfer der nationalsozialistischen Okkupation, auf dem sich auch der Name Karel Hiršl befindet.[8]